# Back from Eternity
Back from Eternity é um filme norte-americano de 1956, do gênero drama, dirigido por John Farrow e estrelado por Robert Ryan e Anita Ekberg.

## A produção
O filme é o remake de Five Came Back, que o próprio John Farrow dirigiu em 1939 também para a RKO.
Apesar do elenco superior, esta versão sofre com o aumento de 22 minutos na metragem, o que resultou na diluição do suspense e da tensão, que impulsionavam o original.

## Sinopse
Um avião cai na América do Sul, em território de caçadores de cabeças. O piloto Bill Lonagan consegue colocar a máquina em condições de voo, mas descobre que, dos onze sobreviventes, apenas cinco poderão ser transportados de volta. Quem escolher?

## Elenco
| Ator/Atriz         | Personagem               |
| ------------------ | ------------------------ |
| Robert Ryan        | Bill Lonegan             |
| Anita Ekberg       | Rena                     |
| Rod Steiger        | Vasquel                  |
| Phyllis Kirk       | Louise Melhorn           |
| Keith Andes        | Joe Brooks               |
| Gene Barry         | Jud Ellis                |
| Fred Clark         | Crimp                    |
| Beulah Bondi       | Martha Spangler          |
| Cameron Prud'Homme | Professor Henry Spangler |
| Jesse White        | Pete Boswick             |
| Adele Mara         | Maria Alvarez            |
| Jon Provost        | Tommy Malone             |